# Луркоморье
«Луркомо́рье» (англ. Lurkmore) — неформальная, неформатная, фривольная и юмористическая интернет-энциклопедия на русском языке на движке MediaWiki, позиционировавшая себя как «энциклопедия современной культуры, фольклора и субкультур, а также всего остального». Статьи Луркоморья были написаны на жаргоне, состоящем из интернет-мемов, и в основном описывали явления, события и личностей, связанных с современной популярной культурой.
Луркоморье было основано в 2007 году. По состоянию на 11 апреля 2021 года, энциклопедия содержала 9381 статью. По данным Alexa rating от 11 декабря 2018 года, сайт Lurkmore.to находился на 8711-м месте по популярности в мире (опустившись на 1469 позиций за последние 3 месяца) и на 864-м — среди российских сайтов.
В 2022 году в связи с вторжением России на территорию Украины сайт прекратил свою работу.

## Название
Своим названием Луркоморье обязано американскому сайту lurkmore.com, посвящённому бытописанию имиджборда 4chan. Само словосочетание «lurk more» (англ. lurk — «таиться», в данном случае «скитаться», «бродить (по сети)», и more — «больше», «ещё») объясняется так: «В большинстве сетевых сообществ приветствуются „молчаливые новички“, которые сначала, не обнаруживая себя, читают сообщения и только по прошествии некоторого времени, „пообтесавшись“, начинают писать» (данный процесс сбора информации считает необходимым поощрять и Луркоморье). Постепенно more в жаргонном изложении исказилось до moar, в результате ещё до появления Луркоморья в русскоязычных имиджбордах уже употребляли словосочетание лурк моар.
Трансформация лурк моар в луркоморье произошла, вероятно, на имиджборде 2ch.ru (Двач), а первое упоминание в русской блогосфере предшествует появлению сайта lurkmore.ru. За основу был взят мифологический термин «Лукоморье», известный в славянском фольклоре, образуя тем самым некую игру слов. В дальнейшем, за счёт популяризации веб-сайта, в рунете начали придумывать искажённо-жаргонные названия «Луркмоар», «Лурк», «Лурка», а также просто «ЛМ» или «LM».

## Тематика и стиль
Проект изначально позиционировал себя как энциклопедия интернет-мемов, но по мере развития его статьи стали охватывать значительно более широкий круг тем: Интернет и информационные технологии, компьютерные игры, быт, политика, история, культура, общественная жизнь и многие другие.
Луркоморье характеризуется своеобразным стилем статей, отличающимся общей неформальностью, полушуточным и саркастическим характером, свободным использованием нецензурной лексики, бесцеремонностью высказываний, а также резкой критикой недостатков рассматриваемых явлений.
В FAQ сайта об использовании мата в статьях написано следующее:
Мы не стесняемся мата.
Мы им не гордимся. Ненужный и тупой мат вполне можно убрать.
Не так уж его тут и много.Луркоморье
Отличительной чертой статей также является специфический сленг — «луркояз», состоящий из сетевого жаргона, отдельных слов из обихода падонков и кащенитов, а также собственных неологизмов.
Примечательной особенностью проекта является скрытие IP-адресов анонимных участников в истории правок статей для всех, кроме администраторов — вместо IP-адресов отображается надпись «Анонимус». У зарегистрированных участников, имеющих статус автоподтверждённого участника, также есть возможность совершить любую правку анонимно, не разглашая своей учётной записи участника.
Давид Хо́мак, один из основателей Луркоморья, вступил в 2021 году в конфликт с остальными редакторами Луркоморья. Он заметил, что сайт зарождался как «дитя нулевых», проект для людей, интересующихся западной культурой и чем-то новым. К началу 2020-х годов проект постепенно переродился в площадку для продвижения идей консерваторов и альтернативных правых, наполняя статьи расистской, сексистской, гомофобной и трансфобной риторикой.

## История
Луркоморье было основано несколькими участниками Википедии (по совместительству — активными участниками имиджбордов) из-за несогласия с правилами русской Википедии.

### 2011 год

#### Судебный процесс против владельцев Луркоморья
В 2011 году Катя Гордон обратилась в Октябрьский районный суд Ростова-на-Дону с гражданским иском к владельцам Луркоморья о защите чести, достоинства и деловой репутации и о взыскании компенсации морального вреда в размере 1 000 000 рублей, причинённого оскорблениями, содержавшимися в статье «Катя Гордон». Процесс закончился 22 августа 2011 года вынесением определения суда об утверждении мирового соглашения, согласно условиям которого ответчики обязались удалить статью. Статья была удалена и заменена баннером, не позволяющим её вновь создать, однако была создана статья «Дело Кати Гордон», в которой остались версии удалённой статьи на других сайтах, ответственности за содержание которых Луркоморье не несёт, а также все оскорбления и саркастическое описание хода судебного процесса.
Самое страшное — не какая-нибудь Катя Гордон, самое страшное — это обидеть начальника отделения милиции. Потому что он может начать бычить.Дмитрий Хомак

#### Эмиграция основателей сайта из России
В том же году владелец Луркоморья Дмитрий Хомак эмигрировал из России в Израиль (в 2014 получил израильское гражданство) после того, как его начали вызывать на допросы в связи с публикациями на Луркоморье.
Мы разбежались, потому что всё стало слишком опасно и закончилось обысками и допросами по 282-й статье. Из шести человек, делавших безобидный «Башорг», сегодня в России никто не остался. Двое сейчас в Тель-Авиве, еще двое – на Кипре, один – между Лондоном и Кипром. Еще есть человек, который сейчас во Вьетнаме и работает в команде, делающей поисковик Cốc Cốc.

### 2012 год

#### Блокировка в России
11 ноября 2012 года IP-адрес сайта был внесён в Единый реестр запрещённых сайтов по решению ФСКН. Вскоре ресурс был перемещён на другой IP-адрес.
По сообщению главы пресс-службы ФСКН России Николая Карташова, причиной блокировки стало выявление нескольких страниц, содержащих пропаганду наркотиков: «Ряд страниц ресурса содержал информацию, которую можно квалифицировать как пропаганду наркотиков. Мы не занимаемся закрытием сайтов. О том, что на сайте („Луркоморье“) размещена противоправная информация, стало известно из обращений граждан, поступивших в Роскомнадзор и переданных в ФСКН России. ФСКН провела проверку и направила соответствующее представление в Роскомнадзор».
Представитель Луркоморья Дмитрий Хомак сказал, что никаких предписаний Роскомнадзора они не получали, а чтобы вернуть Луркоморье в онлайн, им пришлось сменить IP-адрес, которому соответствует домен lurkmore.to. Попытки их адвоката связаться с Роскомнадзором и ФСКН были безуспешны, и подробности они узнали только от журналистов. Дмитрий Хомак не подтвердил сообщение Роскомнадзора о том, что их провайдеру было послано уведомление. «Проблема в том, что наш хостинг-провайдер находится в Голландии, это был выходной день. Вряд ли они читают сообщения на русском, при всём желании они бы не успели его нам переправить за двое суток».
После установки на некоторые статьи («Конопля» и «Конопля/Способы употребления») заглушки с надписью «Статья заблокирована по решению ФСКН» сайт был разблокирован 13 ноября.
С критикой по отношению к ФСКН выступили оппозиционер А. А. Навальный, блогер А. Б. Носик, журналист и публицист А. А. Вассерман.
Доктор юридических наук, профессор и заведующий кафедрой служебного и трудового права Поволжского института управления им. П. А. Столыпина — филиала РАНХиГС, С. Е. Чаннов в связи с блокировкой Луркоморья считает, что «при использовании такого подхода под запрет можно подвести все энциклопедии, медицинские, биологические, химические и иные справочники, содержащие информацию о наркотических и психотропных веществах». В то же время он полагает, что серьёзным недостатком проведения мероприятий по ограничению доступа «к вредоносной информации, содержащейся в сети Интернет» является не выборочная блокировка определённых страниц, а всего сайта целиком, поскольку это с одной стороны нарушает права владельцев, а с другой побуждает их искать пути обхода блокировки, как это сделали администраторы Луркоморья («после блокировки сайта по IP 85.17.124.180 сменили домен, после чего сайт продолжал благополучно функционировать»). Чаннов делает вывод, что «действия ФСКН и Роскомнадзора в данном случае способствовали лишь повышению популярности сетевой энциклопедии».
Во время блокировки Луркоморья в его защиту выступил исполнительный директор «Викимедиа РУ» С. А. Козловский.
Блокировка Луркоморья ФСКН привела к резкому росту посещаемости (Эффект Стрейзанд). За день сайт посетили больше 2 млн человек.
Заместитель Председателя Государственной Думы РФ, член комитета по информационной политике, информационным технологиям и связи С. В. Железняк опроверг новость о том, что он якобы собирался подать иск в суд из-за размещения в «Луркоморье» статьи о партии «Единая Россия». Железняк объяснил, что к нему обращался автор появившейся позднее публикации, который прислал гиперссылку на статью о «Единой России». Железняк подытожил, сказав: «у меня есть более важные задачи, и времени читать такого рода беллетристику нет».

### 2013 год

#### Забастовка в августе 2013
1 августа 2013 года Луркоморье поддержало забастовку Рунета против так называемого антипиратского закона (Федеральный закон № 187-ФЗ 2013 года), разместив на своём основном домене заглушку, в которой говорится о том, что вскоре Роскомнадзор будет блокировать в России сайты «безо всякой экспертной проверки, суда и иных разбирательств», ссылаясь на историю с блокировкой «Homeland» Кори Доктороу.

#### Внесение в Федеральный список экстремистских материалов
В августе 2013 по решению Майкопского городского суда Республики Адыгея от 5 апреля 2013 года сайт Луркоморье был внесён в Федеральный список экстремистских материалов под № 2018 за размещение определения «Адыгея, она же Солнечная Адыгея, Помидорная Республика» в соответствующей статье. Блокировка интернет-адреса статьи провайдерами не осуществлена по причине орфографической ошибки lirkmore.to вместо lurkmore.to.

### 2014 год
В ноябре 2014 года спецподразделение полиции по борьбе с экстремизмом (Центр «Э») Управления внутренних дел по Западному административному округу Москвы направило владельцу Луркоморья Дмитрию Хомаку запрос, в котором просило его предоставить данные об авторах статей о коктейле Молотова и о Рамзане Кадырове — их IP-адреса и «любую другую информацию, имеющуюся по данным пользователям». Однако Дмитрий Хомак ответил отказом:

Дело в том, что я с ними [с МВД] уже пару месяцев общаюсь по поводу этих данных. В позапрошлый раз я под роспись объяснил, что этих данных у меня нет, потому что статьи древние и правило их много людей. В прошлый они уточняли насчет коктейля Молотова, рецепт которого всю зиму российское телевидение рассказывало и показывало. В этот раз им ещё раз нужно мое письменное объяснение.

В том же году певец Валерий Сюткин обратился с жалобой в Роскомнадзор на Lurkmore, на котором изображение певца уже несколько лет использовалось для нецензурной картинки-мема. Роскомнадзор подал иск в Мещанский районный суд Москвы против администрации сайта. В 2015 году Мещанский суд Москвы удовлетворил иск Роскомнадзора.

### 2015 год
Роскомнадзор с 10 марта 2015 года начал блокировку страниц интернет-энциклопедии «Луркморье» с запрещенной информацией, сообщается в аккаунте ведомства во «ВКонтакте». Такое решение было принято по требованию ФСКН.
«Вместе с окончанием выходных истек срок на удаление запрещенной информации с сайта Lurkmore. Роскомнадзор приступает к блокировке отдельных страниц сайта, посвященных наркотикам и педофилии», — говорится в сообщении.
Ведомство отмечает, что провайдерам придётся полностью ограничить доступ к сайту, так как отдельные ссылки, которые вносятся в реестр Роскомнадзора, работают по шифрованному протоколу https.
12 марта запрещённая информация была удалена с сайта, Луркоморье было разблокировано.
7 апреля был удовлетворён иск Роскомнадзора по поводу использования для иллюстрации мема «ББПЕ» рисунка Сюткина.
22 июня 2015 основатель проекта Дмитрий Хомак объявил о переводе проекта в режим консервации, объяснив это недостатком финансирования и давлением со стороны Роскомнадзора. Тем не менее фактически википроект (по состоянию на сентябрь 2015) работал в прежнем режиме — доступен для чтения (с поправкой на ограничения доступа из пределов РФ) и правки, велась коллективная работа.

### 2016 год
25 марта Альменьевский районный суд Курганской области по иску прокурора запретил статью про алименты, поскольку эта статья содержит информацию о способах уклонения от уплаты алиментов.
17 октября было объявлено о сборе средств на поддержание проекта. За неполные сутки в рамках кампании было собрано 7 тыс. долларов через PayPal и 188,5 тыс. рублей (примерно 3 тыс. долларов) через «Яндекс.Деньги», был обеспечен бесплатный хостинг сайта и возникли предложения о спонсорстве. Сам Давид Хомак рассчитывал собрать порядка шести тысяч евро.
24 октября «Луркоморье» было исключено из списка запрещённых сайтов. Хомак, в то время уже сменивший имя на Давид, по собственным словам, «устав бодаться» с Роскомнадзором, закрыл доступ из России для некоторых статей, до этого была удалена часть других заблокированных материалов.

### 2017 год
25 февраля 2017 года в Беларуси был блокирован доступ к сайту.

### 2020 год
30 июля 2020 года вышло интервью с Хомаком по случаю 13-летия проекта. В интервью Хомак заявил, что «Лурк идеологически мертв больше пяти лет… Уперся в пределы своего развития».

### 2022 год
4 марта 2022 года после начала вторжения России на Украину Хомак убрал весь контент с сайта, сообщив об этом в своём твиттере. Вместо контента на сайте видна только надпись «остановите войну» синим и жёлтым цветами, намекающими на цвет флага Украины. Также над этой надписью написана невидимая из-за чёрного фона и шрифта фраза: «я случайно лурк», представляющая собой пример эллипсиса с пропуском глагола, возможные глаголы — уничтожил, сломал; фраза проявляется только при её выделении. В апреле 2022 года на странице также появились две ссылки, где можно внести пожертвование ВСУ.
В начале августа 2022 года, по случаю 15-летия проекта, Хомак провёл на своём YouTube-канале прямую трансляцию, на которой озвучил планы восстановления сайта в режиме только для чтения.

## Награды
- Финалист сетевого конкурса РОТОР-2008 в номинации «Юмористический сайт года»[59].
- По версии журнала «PC Magazine Russian Edition» вошёл в число 40 лучших сайтов Рунета 2008 года[60].
- Победитель сетевого конкурса РОТОР-2009 в номинации «Юмористический сайт года»[61].
- Победитель Антипремии Рунета 2011 в номинации «Андеграунд Рунета»[62].
- Победитель сетевого конкурса РОТОР-2012 в номинации «Архив года»[63].
- Победитель Антипремии Рунета 2012 во всех четырёх своих номинациях, в том числе в одной — дважды.
- Лауреат премии «Свободные знания» (2015).